# Martin Heath
Pour les articles homonymes, voir Heath.
Martin Heath, né le 31 janvier 1973 à Stirling, est un joueur professionnel de squash représentant l'Écosse. Il atteint en octobre 1999 la 4e place mondiale sur le circuit international, son meilleur classement.
Il est champion d'Écosse à 4 reprises.

## Biographie
Martin Heath devient professionnel en 1994 après avoir obtenu son diplôme de l'université de Glasgow. Il passe onze ans sur la tournée professionnelle, dont six années consécutives classé dans le top 10 mondial. Son meilleur classement durant sa carrière est la 4e place mondiale, qu'il atteint en 1999. Il remporte le titre national de squash écossais à six reprises. En 1996, Heath  remporte l'Open de Singapour et récidive en 1997, les deux fois sans perdre un jeu. Ce n'est toutefois qu'en 1998 que Heath a fait ses débuts dans le top 10 au 7e rang mondial en atteignant la finale de l'Al-Ahram International, battant Peter Nicol en demi-finale. À l'époque, l'événement Al Ahram était la plus grosse bourse à ce jour, soit 175 000 $. En 1999, Heath atteint les demi-finales du championnats du monde de squash, perdant face au futur champion Peter Nicol 3 à 1. En 2000, il est finaliste du Tournament of Champions de New York (en battant Peter Nicol en demi-finale, avant de s'incliner face à Jonathon Power en finale). Sa dernière année de compétition est 2002, année où il atteint les demi-finales de l'Open du Pakistan et les quarts de finale du British Open et du championnat du monde.
Depuis qu'il a pris sa retraite en 2004, Heath a travaillé comme entraîneur et journaliste sportif, rédigeant une chronique pour Squash Magazine et commentant de nombreux événements de la tournée PSA en tant que commentateur principal. Heath devient l'entraîneur en chef de squash pour l'équipe masculine universitaire de squash de l'université de Rochester, le "Yellowjackets". Heath mène l'équipe d'un classement interuniversitaire d'avant-saison (ASC) de la 28e place en 2005 à la 3e place en 2009. Les vestes jaunes ont atteint les demi-finales des Championnats nationaux CSA en 2009,2010 et 2011.
Martin Heath a également été entraîneur de l'équipe masculine junior des États-Unis de 2007 à 2011, dirigeant l'équipe en Suisse en 2008, en Inde en 2009 et en Équateur en 2010. Heath a été honoré pour son travail au sein de l'équipe nationale et pour son succès à l'Université de Rochester en étant nommé entraîneur national de l'année 2010 par le Comité olympique américain.
Martin Heath est mariée à Fenella Rawana et a un fils, Kamren Heath; ils vivent à Toronto, au Canada.

## Palmarès

### Titres
- Grasshopper Cup: 1995
- Champion d'Écosse : 4 titres (2001-2004)
- Championnats d'Europe par équipes : 1992

### Finales
- Open des Flandres : 2 finales (1998, 1999)
- Tournament of Champions : 2000
- Al-Ahram International : 1998